# Peter Schreiber (Politiker)

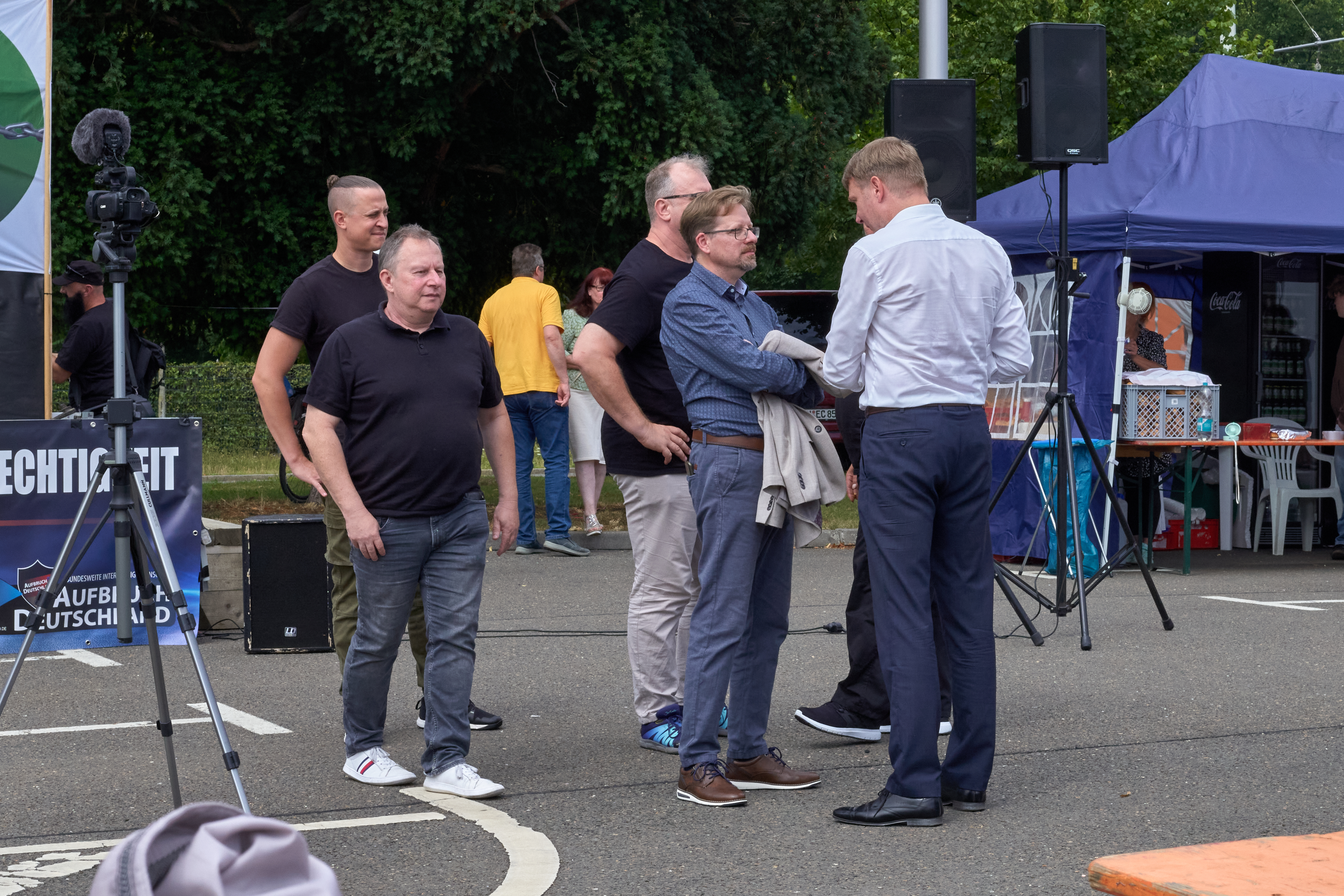
Peter Schreiber im Gespräch mit André Poggenburg beim Compact-Sommerfest am 27. Juli 2024 in Gera

Peter Schreiber (* 1973) ist ein deutscher Publizist und Politiker. Seit November 2024 ist er Bundesvorsitzender der rechtsextremen Partei Die Heimat (vormals NPD). Er ist Geschäftsführer der Deutsche Stimme Verlagsgesellschaft mbH und engagiert sich in der sich als Sammlungsbewegung verstehenden Partei Freie Sachsen.

## Leben
Peter Schreiber wurde 1973 in Berlin-Wilmersdorf geboren und wuchs im südlichen Hessen auf. Nach dem Abitur 1992 trat er 1993 in den gehobenen Dienst der hessischen Finanzverwaltung ein und absolvierte ein Studium zum Diplom-Finanzwirt (FH) an der Verwaltungsfachhochschule in Rotenburg an der Fulda, das er 1996 abschloss. Im Jahr 2000 verweigerte die Oberfinanzdirektion Frankfurt ihm die Verbeamtung auf Lebenszeit aufgrund seiner politischen Aktivitäten. Schreiber obsiegte in einem disziplinarrechtlichen Vorermittlungsverfahren, verließ jedoch 2001 freiwillig den öffentlichen Dienst, um „keine Abstriche an seinen politischen Überzeugungen vornehmen zu müssen“.
2001 zog er nach Coburg und war dort für den Verlag Nation Europa tätig, unter anderem als Leiter des Buchdienstes, und schrieb für die Zeitschrift Nation und Europa.  Von 2004 bis 2007 war er Sprecher der Coburger Runde, einem überparteilichen rechtsextremen Netzwerk. Seit 2007 ist er bei der Deutsche Stimme Verlagsgesellschaft mbH in Riesa tätig, zunächst als Vertriebsleiter, ab 2012 als Geschäftsführer. Zudem war er als parlamentarischer Berater für die NPD-Fraktion im Sächsischen Landtag tätig, unter anderem im Ausschuss für Soziales und Verbraucherschutz.

## Politische Tätigkeit
Von 1997 bis 2001 war Schreiber Mitglied der Republikaner und der Republikanischen Jugend (RJ). Er war stellvertretender Landesvorsitzender der RJ Hessen, von 1999 bis 2001 stellvertretender Bundesvorsitzender und Pressesprecher der RJ sowie bis September 2001 Kreisvorsitzender und Kreistagsmitglied der Republikaner im Kreis Groß-Gerau.
1999 rief er als RJ-Landesvize zur Teilnahme am neonazistischen „Europäischen Kameradschaftsabend“ in Diksmuide (Belgien) auf, was zu seinem ersten Eintrag in einem Verfassungsschutzbericht des Bundes führte. 2007 trat er der NPD bei, die sich 2023 in Die Heimat umbenannte, und wurde kurz darauf Pressesprecher der NPD-Oberfranken. Auf dem Bundesparteitag 2024 in Riesa wurde er mit 88,4 % der Stimmen zum Bundesvorsitzenden gewählt. Bei der Europawahl 2024 kandidierte er für Die Heimat und setzte sich für einen Austritt Deutschlands aus der EU (Dexit) ein.
Schreiber engagiert sich in der sich als Sammlungsbewegung verstehenden Partei Freie Sachsen. 2015 wurde seine Kandidatur zur Bürgermeisterwahl in Strehla nicht zugelassen; seine Klage dagegen wurde vom Verwaltungsgericht Dresden und Oberverwaltungsgericht Bautzen abgewiesen. 2022 kandidierte er für die Freien Sachsen bei der Bürgermeisterwahl in Strehla und erreichte 9,7 % der Stimmen.
Am 21. August 2024 trat er als nicht eingeladener Direktkandidat zur Landtagswahl beim Wahlforum in Riesa auf, nahm unbefugt das Podium ein und wurde von der Security abgeführt. 
Schreiber war von 2008 bis 2014 Mitglied im Stadtrat von Strehla und erzielte 2014 bei der Kreistagswahl im Landkreis Meißen 9,9 % der Stimmen für die NPD.

## Publizistische Tätigkeit
Seit Oktober 2012 ist Schreiber Geschäftsführer der Deutsche Stimme Verlagsgesellschaft mbH. Von 2014 bis 2025 war er Chefredakteur der Parteipublikation Deutsche Stimme, die im April 2020 von einer Zeitung in ein Magazin umgewandelt wurde. 2025 fusionierte die Deutsche Stimme mit dem Magazin Aufgewacht! zum Monatsmagazin AUFGEWACHT – DIE DEUTSCHE STIMME, herausgegeben von der SVM UG in Chemnitz. Chefredakteure sind Jochen Stappenbeck und Arne Schimmer, während Schreiber redaktionell mitarbeitet.

## Rezeption
Ein Porträt in der Zeitschrift fluter der Bundeszentrale für politische Bildung aus dem Jahr 2012 beschrieb Schreibers familiäres Umfeld unter dem Titel „Eine schrecklich nette Familie“.  Weitere Berichte über seine politischen Aktivitäten erschienen in der Sächsischen Zeitung und der Frankfurter Rundschau. 